# Hans Sadeler

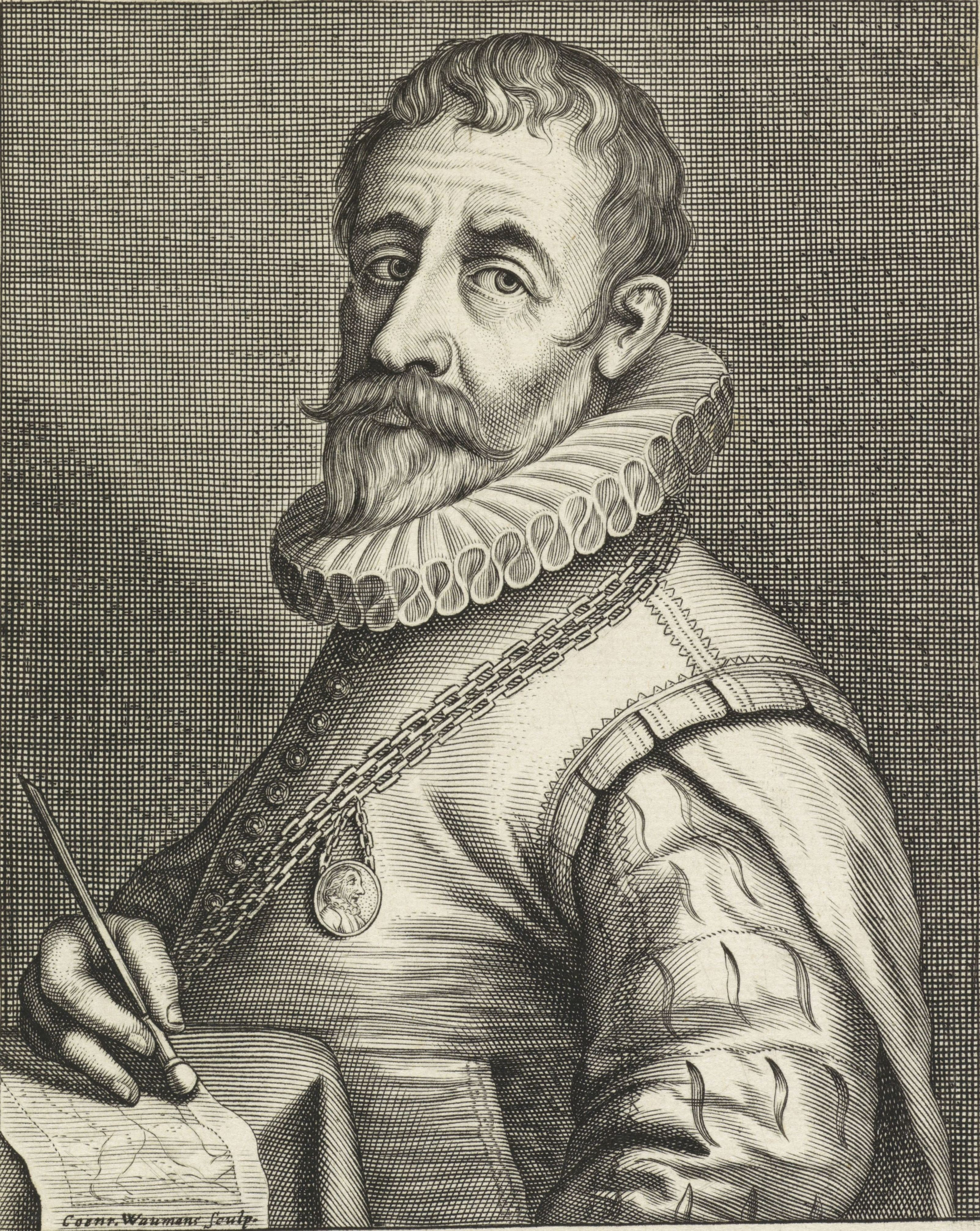
Portret door Coenraed Waumans, afgedrukt in de galerijen van Johannes Meyssens (1649) en Cornelis de Bie (1662)

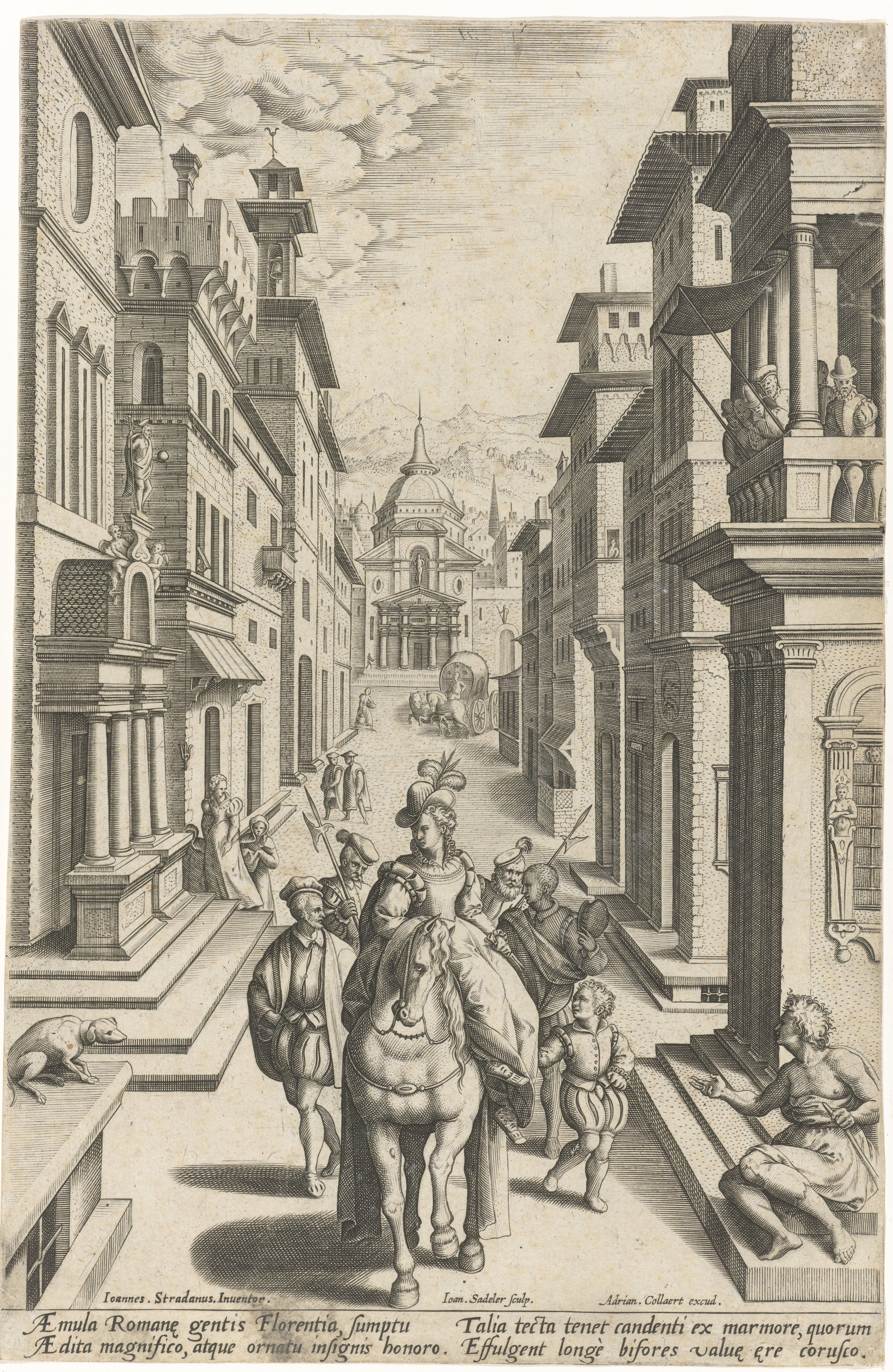
Dame te paard in Florence

Hans of Jan (I) Sadeler (Brussel, 1550 – Venetië (?), augustus 1600) was een Zuid-Nederlands graveur en uitgever. Hij behoorde tot de eerste generatie Sadelers die hun stempel drukten op de prentenwereld.

## Leven
Zijn vader Jan de Saeyeleer was damasceerder in Brussel. Zoon Hans kreeg een opleiding in dit beroep en zette die voort in Antwerpen, waar hij in 1572 meester werd in de Sint-Lucasgilde. Hij werkte als kopergraveur voor uitgever-drukker Christoffel Plantijn. Onder de kunstenaars die hij op prent bracht waren Michiel Coxcie, Crispijn van den Broeck en in mindere mate Maerten de Vos.
Hans was protestant en verhuisde tegen 1579 met zijn gezin naar Keulen. Daar graveerde hij het portret van Maarten Luther naar Lucas Cranach de Oude. Keizer Rudolf II verleende hem in 1581 een vergunning om prenten uit te geven, maar hij keerde nog regelmatig naar Antwerpen terug. Hij schreef er zijn neef Gillis in als leerling. Na de Val van Antwerpen verbleef hij in Mainz (1586-1587) om vervolgens poorter van Frankfurt am Main te worden. Met zijn broer Raphaël graveerde hij veel werk van Joos van Winghe, die er toen ook woonde. 
In 1588/89 verhuisde Hans Sadeler naar München om hofgraveur te worden van hertog Willem V van Beieren. In 1593-1594 bezocht hij Venetië en Firenze. Hij bracht veel werk uit naar Hans von Aachen en Bartholomeus Spranger naast verschillende portretten. Het bezoek dat hij kreeg van Hendrick Goltzius deed zijn stijl evolueren. In 1595 moest hij wegens besparingen het hof verlaten en reisde hij naar Italië. Hij verbleef in Verona, Rome en Venetië. Onder de kunstenaars die hij graveerde waren Jacopo Bassano, Parmigianino, Annibale Carracci en Federico Barocci. In 1599 verscheen het satirische Vindex Belgii, een aanval op het beleid van koning Filips II van Spanje in de Nederlanden. 
Hij stierf in 1600. In zijn testament was een lijst opgenomen van de koperplaten van hem en zijn broer Raphaël. Hij liet een uitgebreid en verfijnd oeuvre na (622 items in de catalogus van Hollstein). Als uitgever publiceerde hij naast werk van zichzelf en zijn familie ook prenten van Jan Wierix, Cornelis Cort en Adriaen Collaert.